# Franz-Josef Reichert

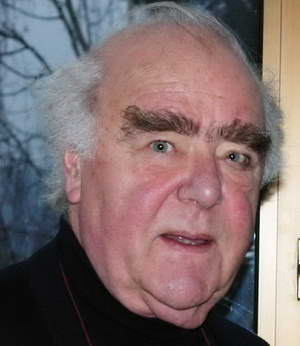
Franz-Josef Reichert (2007)

Franz-Josef Reichert (* 21. Mai 1934 in Wallerfangen; † 15. April 2012 in Kleinblittersdorf, geboren Armin Franz-Josef Reichert) war ein deutscher Kunsthistoriker und Journalist. Er war Programmdirektor Hörfunk des Saarländischen Rundfunks.

## Leben
Franz-Josef Reichert kam als erstes von drei Kindern seiner Eltern Jakob Josef Reichert (1901–1973) und Henriette Anna Maria, geb. Albert (1912–1998, eine Nichte des bereits 1903 verstorbenen Apostolischen Vikars und Bischofs an der Goldküste Maximilian Albert) auf die Welt. Seine Kindheit und Jugend verbrachte er in Wallerfangen und Saarbrücken, vorübergehend im Zuge zweier Evakuierungen der Roten Zone in Frankfurt am Main, Würzburg und Bütthard, nach dem Krieg in Saarlouis und Dillingen/Saar. Dort engagierte er sich in der Katholischen Kirchengemeinde Heilig Sakrament und in der St.-Georgs-Pfadfinderschaft bis zum Ende seiner Schulzeit. In Dillingen lernte er seine spätere Frau Maria Elisabeth Reichert, geb. Steinbach (* 1932) kennen. Aus der Ehe gingen zwei Kinder hervor, die Tochter Gertrud Maria Ulrike (* 1961) und der Sohn Peter Franz-Josef (* 1962). Die Familie lebte ab 1966 bis 1969 in Saarbrücken, danach in Kleinblittersdorf.

## Ausbildung
Franz-Josef Reichert besuchte in den Evakuierungen zu Beginn und Ende des Zweiten Weltkrieges zunächst die Grundschule in Frankfurt/Main und Saarbrücken, danach das Gymnasium in Würzburg. Nach der Rückkehr ins Saarland trat er 1945 in die Sexta des Humanistischen Gymnasiums in Saarlouis ein, das er 1954 nach dem Abitur verließ. Danach belegte er an der Universität des Saarlandes die Fächer Germanistik, Romanistik, Musikwissenschaft, Philosophie und Kunstgeschichte. Am dortigen Kunsthistorischen Institut betrieb er 1957–1959 unter seinem Doktorvater J. A. Schmoll gen. Eisenwerth Ausgrabungen in Tholey. 1960 promovierte er zum Dr. phil. mit seiner Dissertation über die Baugeschichte der Abteikirche St. Mauritius in Tholey.

## Beruflicher Werdegang
Den Weg zum Hörfunk hatte ihm bereits sein Vater vorgezeichnet. Zum Ende der Völkerbundsverwaltung des Saargebiets, als Radiomann der ersten Stunde beim Reichssender Saarbrücken, zu Zeiten des teilautonomen Saarstaats bei Radio Saarbrücken und nach Rückgliederung des Saarlandes zur Bundesrepublik Deutschland beim SR als ARD-Anstalt setzte sich der Vater Josef Reichert in seiner Abteilung „Chor- und Volksmusik“ für die Völkerverständigung im grenznahen Saar-Lor-Lux-Raum ein. Beispielhaft hierfür mag das SR-Kulturmagazin „Hüben und drüben“ genannt sein, das im Sinne der deutsch-französischen Verträge ausdrücklich „nationale Einengungen“ überwinden sollte.
Franz-Josef Reichert folgte dieser Spur und trat nach seinem Studium im April 1960 als redaktioneller Mitarbeiter und Programmgestalter in den Dienst des Saarländischen Rundfunks. Kurz darauf wurde er 1963 zum Leiter der Abteilung Kirchenfunk berufen. Seit 1966 leitete er auch die Abteilungen Chor- und Volksmusik sowie den Heimatfunk. 1970 erhielt Reichert die Ernennung zum Sendeleiter Hörfunk und Leiter der Hauptabteilung Sendung und Produktion. Gemeinsam mit seinem Freund und Kollegen beim SR Fred Oberhauser, der als langjähriger Redakteur und Leiter der Literaturabteilung den Ressorts Heimatfunk und Regionale Kultur zugeordnet war, entwickelten sich in den Jahren 1970–1980 eine Fülle von Einzelsendungen und Sendereihen, die sich mit der Geschichte, Kultur, Kunst, Literatur und auch Musik der Saar-Lor-Lux -Region beschäftigten und dabei auch das benachbarte Rheinland-Pfalz und das Elsass mit einbezogen. 1979 erteilte die Intendanz den Auftrag zum Aufbau eines eigenständigen, regionalen Hörfunkprogramms. Im Zuge dieser Bemühungen ging im Jahre 1980 SR 3 Saarlandwelle als Vollprogramm auf Sendung, Reichert wurde Koordinator und später Wellenchef des neuen Heimatprogrammes.
Den 1978 ins Leben gerufenen Saarländischen Mundartwettbewerb (ein Vorläufer des heutigen Saarländischen Mundartpreises) der damaligen „Saar Bank“ (heute Bank 1 Saar) und SR 3 Saarlandwelle begleiteten Reichert und seine Abteilung in jedem Jahr der Neuauflage mit mehreren Sendungen. Der Jury gehörten u. a. Edith Braun und Alfred Gulden an, der seinerzeit auch eine Auswahl der Beiträge der ersten zehn Jahre in Buchform besorgte.
1996 übertrug ihm der Verwaltungsrat des SR die Verantwortung für den gesamten SR-Hörfunk als Programmdirektor.
Reichert gehörte dem Saarländischen Journalistenverband und in seiner aktiven Zeit der Landespressekonferenz Saar an. Ende Mai 1999 wurde er in den Ruhestand verabschiedet.

## Kulturelles Engagement
Während des Studiums bekleidete Reichert das Amt des AStA-Kulturreferenten.  Er beteiligte sich an der Arbeit des traditionsreichen Saarländischen Kulturkreises e.V., dessen Vorsitzender er 1973–1996 war. Auf Anregung des Vorstandes wurden in dieser Zeit insgesamt elf Heimatstuben in saarländischen Städten und Gemeinden eingerichtet. Die Idee stammte nach einem Artikel Fred Oberhausers in der Zeitschrift Saarheimat ursprünglich aus Baden-Württemberg. Dabei wird das Gedächtnis an regional bedeutsame Personen oder Ereignisse bewahrt, meist in den Räumen einer örtlichen Gastwirtschaft, durch Ausstellung von Bildern, Urkunden oder Gegenständen. Die älteste Heimatstube wurde in Wadgassen als Kirschwengstube zum Gedenken an Johannes Kirschweng eingerichtet, die jüngste in Homburg erinnert als Hambacher Stube an die bürgerliche Opposition des frühen 19. Jahrhunderts gegen die Restaurationsbestrebungen des Adels.
Zusammen mit Karl August Schleiden brachte Reichert die elfbändige Gesamtausgabe der Werke des saarländischen Schriftstellers Johannes Kirschweng heraus.
2002 initiierte Reichert eine historisch orientierte Arbeitsgruppe an der VHS Kleinblittersdorf. Ein knappes Jahr später wählte der neu gegründete Historische Verein Saar-Blies (HVSB) e.V. seinen ersten Vorstand. Bis 2009 führte er selbst den Vorsitz, bis zu seinem Tode war er Ehrenvorsitzender. Es folgten zahllose Veröffentlichungen zu kulturhistorischen Themen unter dem Titel „Neues vom HVSB“ in den Kleinblittersdorfer Nachrichten der Jahre 2003–2009.
Reichert war seit 1969 Mitglied (1977–1980 im Vorstand) des Historischen Vereins für die Saargegend, von 1978 bis 1996 Vorsitzender des Saarländischen Landesdenkmalrates und von 1973 bis 1996 Vorsitzender des Saarländischen Kulturkreises.

## Veröffentlichungen
- Die Baugeschichte der Benediktiner-Abtei Tholey; Veröffentlichungen des Instituts für Landeskunde im Saarland, Bd. 3; Saarbrücken: Institut für Landeskunde im Saarland, 1961; ISBN 978-3-923877-03-4
- Kirschweng, Johannes. In: Neue Deutsche Biographie (NDB). Band 11, Duncker & Humblot, Berlin 1977, ISBN 3-428-00192-3, S. 677 f. (Digitalisat).
- Die Benediktinerabtei St. Mauritius zu Tholey;  Rheinische Kunststätten, Heft 321; Neusser Druckerei und Verlag GmbH, 1987
- SR 3 Saarlandwelle – Das erste regionale Vollprogramm der ARD, mit einer Chronik der ersten fünf Jahre 1979–1983; in: Rundfunk als kulturelle Aufgabe, Aufsätze und Gedanken zur Amtszeit von Prof. Dr. Hubert Rohde (1978–1988); SR-Pressestelle, Saarbrücken 1988, S. 123–134.
- Das Saarland – Kultur gestern und heute in: Deutschland – Porträt einer Nation, Band VIII, S. 424–428; Bertelsmann Lexikothek Verlag GmbH; Gütersloh 1986; ISBN 3-570-08718-2
- Mein Dillingen, Notizen und Erinnerungen von A–Z, mit Illustrationen von Karl Michaely; Stadt Dillingen/Saar, Krüger Druck + Verlag GmbH; 1988
- Die Benediktinerabtei Tholey, Heimatstuben im Saarland; in: Das Saarlandbuch; 5. Auflage, Minerva-Verlag, Saarbrücken 1990; ISBN 3-477-00066-8
- Verklingende Weisen – Louis Pinck und das Volkslied in Lothringen; in: Grenzenlos – Historische Zeitschrift der Erwin-von-Steinbach-Stiftung Frankfurt am Main; Band 2/2001, S. 126–136; Saarbrücker Druckerei und Verlag GmbH, Saarbrücken 2001; ISBN 3-930843-68-4; ISSN 1439-4758
- St. Cuno – ein vergessener Heiliger unserer Region; Verein für Heimatkunde im Landkreis Birkenfeld, Mitteilungen, 75. Jahrgang, S. 41–70; 2001
- Morbacher Spuren in Kleinblittersdorf – über die Kunstwerkstätte Mettler, In: Die Hott; Morbacher Hefte zu Geschichte und Gegenwart; 24. Jhrg., März 2006
- Die Wintringer Kapelle In: Zeitschrift für die Geschichte der Saargegend, LV – 2007 des Historischen Vereins für die Saargegend, Saarbrücken 2008, S. 66–79

## Auszeichnungen
- Verdienstorden des Großherzogtums Luxemburg (Offizierskreuz) 17. Oktober 1974
- Saarländischer Verdienstorden 27. Juni 1989[11]
- Louis-Pinck-Preis der Alfred Toepfer Stiftung F.V.S. 7. Dezember 1989